# رايموند سيسيل مور
رايموند سيسيل مور (بالإنجليزية: Raymond Cecil Moore)‏ هو إحاثي أمريكي، ولد في 20 فبراير 1892 في مقاطعة كيتيتاس في الولايات المتحدة، وتوفي في 16 أبريل 1974 في لورانس في الولايات المتحدة.

## وصلات خارجية
- رايموند سيسيل مور على موقع الموسوعة البريطانية (الإنجليزية)